# 카이베르 고개

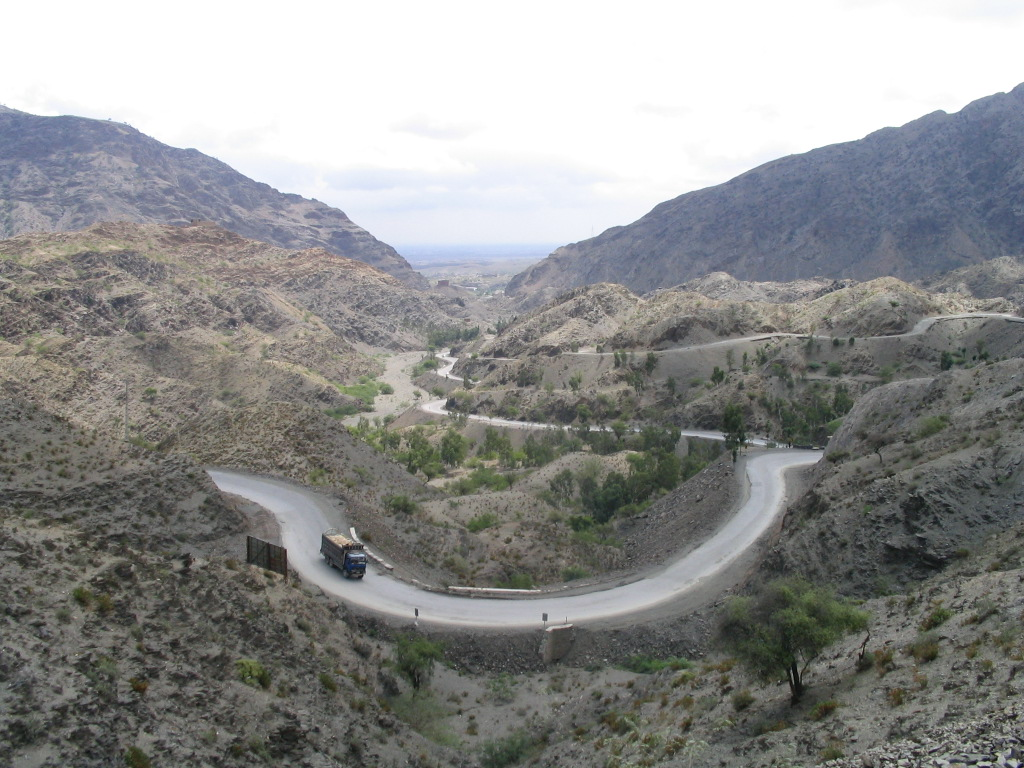
란디 코탈에서 페샤와르 계곡을 잇는 고개.

카이베르 고개(파슈토어: د خیبر درہ, 우르두어: درۂ خیبر) 또는 카이버 고개는 아프가니스탄과 파키스탄 국경 주변에 위치한 란디 코탈 도시를 스핀 가르(Spin Ghar) 산맥의 일부를 가로질러 페샤와르 계곡과 연결하는 고개이다. 고도는 1,070미터(3,510피트)이다. 고대 비단길의 중요한 부분이었으며 오랜 기간 문화적, 경제적, 지리정치적 중요성이 있었다. 역사를 보면 중앙아시아와 인도 아대륙 간 중요한 무역로였고 군사의 전략적 요충지이기도 했다. 이 고개의 최고 높이는 란디 코탈의 파키스탄 내 5 킬로미터(3.1마일)이다. 카이베르 고개는 아시안 하이웨이 1호선의 일부이다.

## 문화적 중요성
- 필라델피아, PA의 카이베르 패스 펍(Khyber Pass Pub).
- 뱀파이어 위켄드의 노래 "M79"에서 카이베르 고개를 언급한다.
- 영국의 록 밴드 핑크 플로이드는 《Up the Khyber》라는 노래에서 카이베르를 언급하며, 1969년 영화 More의 사운드트랙을 장식하였다.

## 같이 보기
- 듀랜드 라인
- 연방 직할 부족 지역
- 카이베르파크툰크와주

## 추가 문헌
- Molesworth, Lt-Gen. G.N., Afghanistan 1919 (Asia Publishing House, 1962). This book describes in detail the author's passage (Prince Albert's) en:Somerset Light Infantry.